# Elecciones presidenciales de Costa Rica de 1859
Las elecciones presidenciales de Costa Rica de 1859 permitieron la reelección por tercera vez de Juan Rafael Mora Porras, héroe de la Campaña Nacional de 1856-1857 contra los filibusteros. Sin embargo, Mora no finalizaría su período pues sería derrocado por sus adversarios políticos el 14 de agosto de ese mismo año.
La Constitución vigente en ese momento, la de 1859, solo permitía votar a los hombres mayores de 25 años dueños de una propiedad valorada en al menos 200 pesos.
| Candidato | Candidato               | Votos |
| --------- | ----------------------- | ----- |
|           | Juan Rafael Mora Porras | 87    |
|           | Nulos                   | 7     |